# Ателектаза
Ателектаза је безваздушно стање већег или мањег дела плућа, које укључује и губитак плућног волумена, односно смањење респираторне површине за измену гасова. Може бити акутна или хронична. Хронична ателектаза представља скврчено и безваздушно стање дела плућа, трајно искљученог из плућне функције.
Најчешћи узрок ателектазе је опструкција дисајног пута, компресија плућног паренхима, недостатак или дисфункција сурфактанта. Лечење зависи од узрока. Најчешће се спроводи респираторна физиотерапија, инхалација бронходилататора, секретолитика, различитих техника повишеног експирацијског притиска, флексибилна бронхоскопија, и хируршко лечење.

## Етиологија
Ателектаза настаје услед блокаде дисајних путева (бронхија или бронхиола) или дејства механичког притиска на плућа. Ателектаза није исто што и пнеумоторакс, јер он настаје када ваздух излази из плућа и испуњава простор између плућног ткива и грудног зида, при чему су дисајни путеви проходни, или пнеумоторакс је присуство ваздуха у плеуралној шупљини док је ателектаза потпуни или делимични колапс плућа или режња плућа. Иако постоји неколико главних разлика између ове две болести, кључна разлика између ателектазе и пнеумоторакса је присуство или одсуство ваздуха у плеуралној шупљини (осим ако је узрок ателектазе пнеумоторакс.)

### Фактори ризика
Ателектаза је честа након операције или код људи који су лечени у болници. Фактори ризика за развој ателектазе укључују:
- Анестезију,
- Употребу цеви за дисање, или механичке вентилације,
- Страни предмет у дисајним путевима (најчешће код деце)
- Болест плућа
- Прекомерна секреција слузи која зачепљује дисајне путеве
- Притисак на плућа узрокован накупљањем течности између ребара и плућа (званог плеурални излив )
- Дуготрајно одмарање у кревету са неколико промена положаја
- Плитко дисање (може бити узроковано болним дисањем или слабошћу мишића)
- Туморе који блокирају дисајне путеве

### Узроци
- Конгенитална ателектаза је повезана са пенетрацијом у респираторне органе амнионске течности, меконијума и слузи. Развој болести доприноси интракранијалној трауми, коју је дете добило током порођаја. Међу најчешћим узрочницима ателектазе су следећи фактори:
- Трајање продужене компресије респираторног система споља.
- Развој алергијских реакција.
- Појава опструкције лумена једног бронха или неколико одједном.
- Присуство тумора различите природе, што доводи до компресије плућног ткива.
- Присуство бронхијалне опструкције страним телом.
- Акумулација слузи у значајним количинама може довести до ателектазе.
- Фиброателектаза или плеуропнеумонија, изазвана заједно са туберкулозом
- Болести респираторног система у облику пнеумоторакса, упале плућа у ексудативном облику, хемоторакса, хилоторакса, пиоторакса.
- Дуго трајање лежања у кревету.
- Преломи ребара.
- Неконтролисана употреба дрога.
- Појава вишка килограма.
- Лоше навике, посебно пушење.

### Врсте
Ателектаза је физиолошки према етиологији подељена на опструктивне и неопструктивне.

### Опструктивна ателектаза
Када постоји препрека у дисајним путевима, алвеоли не добијају довод ваздуха који је потребан да би их надували. Сходно томе, развија се негативни интраалвеоларни притисак. Неравнотежа притиска унутар и изван алвеола компримира ваздушне вреће, што резултује колапсом плућних ткива. Брзина којом се развија ателектаза зависи од три главна фактора:
- дела дисајног пута који је затворен
- присуство колатералног снабдевања ваздухом између захваћених и незагађених сегмената,
- природе опструкције

Опструктивна ателектаза је најчешћи тип и последица је реапсорпције гаса из алвеола када је ометана комуникација између алвеола и спољашње средине. Опструкција се може јавити на нивоу већег или мањег бронха. Узроци опструктивне ателектазе укључују зачепљење страним телом, туморе и болести слузокоже. Брзина развоја ателектазе и обим ателектазе зависе од неколико фактора, који укључују степен колатералне вентилације који је присутан и састав удахнутих гасова. Опструкција лобарног бронха вероватно производи лобарну ателектазу; опструкција сегменталног бронха вероватно производи сегментну ателектазу. Због колатералне вентилације унутар режња или између сегмената, образац ателектазе често зависи од колатералне вентилације, коју обезбеђују поре Кохових и Ламбертових канала.

### Неопструктивна ателектаза
Када се ателектаза развије због неопструктивног узрока, та врста се идентификује као неопструктивна ателектаза. Неопструктивна ателектаза може бити узрокована:
- губитком контакта између париеталне и висцералне плеуре,
- компресијом,
- губитком сурфактаната,
- заменом паренхимског ткива ожиљцима или инфилтративном болешћу.

Пасивна ателектаза
Опуштајућа или пасивна ателектаза настаје када плеурални излив или пнеумоторакс уклоне контакт између париеталне и висцералне плеуре. Уопштено, једнолика еластичност нормалног плућа води очувању форме чак и када је запремина смањена. Различити режњеви такође реагирају различито, нпр. средњи и доњи режањ страдају више од горњег режња у присуству плеуралног излива, док је горњи режањ обично више погођен код пнеумоторакса.
Компресиона ателектаза
Компресиона ателектаза настаје када било које лезије грудног коша која заузима простор, компримира плућа и потискује ваздух из алвеола. Механизам је сличан релаксирајућој ателектази.
Лепљива ателектаза
Лепљива ателектаза је резултат недостатка сурфактанта. Сурфактант обично смањује површинску напетост алвеола, смањујући на тај начин тенденцију ових колапса. Смањена производња или инактивација сурфактаната доводи до алвеоларне нестабилности и колапса. Ово се нарочито примећује код синдрома акутног респираторног дистреса (АРДС) и сличних поремећаја.
Цикатрикатризацијом изазвана ателектаза
Цикатризација кој је резултат смањења волумена која настаје као секвела озбиљних ожиљака паренхима и обично је узрокована грануломатозном болешћу или некротизирајућом пнеумоније. 
Заменска ателектаза
Заменска ателектаза настаје када алвеоле целог режња плућа испуњава тумор (нпр карцином бронхиоалвеоларних ћелија), што резултује губитком волумена плућа.

### Синдром средњег режња
Синдром средњег режња је поремећај изазван рецидивом или фиксном ателектазом који укључује десни средњи режањ и/или лингулу. Може настати због ванћелијске компресије (компресија бронхија околним лимфним чворовима) или из интралуминалне бронхијалне опструкције. Може се развити у присуству патентног лобарног бронха без препознатљиве опструкције. Упални процеси и дефекти у бронхијалној анатомији и колатерална вентилација означени су као главни чиниоци синдрома средњег режња. Правовремена медицинска интервенција фибероптичком бронхоскопијом са испирањем бронха и алвеола  код пацијената, посебно деце, са синдромом средњег плућа, може спречити дугорочну појаву бронхиектазија. Бронхиектазија може бити одговорна за понављајуће инфекције и, на крају, за неповољан исход хроничне ателектазе.
Синдром средњег режња јавља се као плућна манифестација примарног Сјогреновог синдрома. Трансбронхијална биопсија изведена код таквих болесника открила је лимфоцитни бронхиолитис у ателектатичким режњевима. Ателектаза добро реагује на лечење глукокортикоидима, уз напомену да перибронхиоларни лимфоцитни инфилтрати могу имати важну улогу у развоју синдрома средњег режња код ових пацијената.

### Заобљена ателектаза
Заобљена ателектаза представља пресавијено ателектатско плућно ткиво са влакнастим тракама и адхезијама висцералне плеуре. Инциденција је велика код радника који раде са азбестом (65-70% случајева), највероватније због високог степена плеуралне болести. 
Болесници који су погођени овом болешћу обично су асимптоматски, а просечна старост у тренутку презентације је 60 година. Заобљена ателектаза може опонашати неопластични тумор. Знак репа комете или знак талона је његова карактеристична радиографска карактеристика.

### Постоперативна ателектаза
Ателектаза је уобичајена плућна компликација код пацијената после торакалних и горњих трбушних захвата. Општа анестезија и хируршка манипулација доводе до ателектазе јер узрокују дијафрагмалну дисфункцију и смањену активност сурфактаната. Ателектаза је обично базиларна и сегментарна у дистрибуцији. После индукционе анестезије, појава ателектаза расте од 1 до 11% укупног волумена плућа. Откривено је и да је запремина крајњег експирације плућа смањена.

## Клиничка слика
Знаци и симптоми ателектазе плућа су неспецифични, а клиничке манифестације зависе од захваћености плућа овим процесом. Сегменталне или субсегменталне ателектазе најчешће су асимптоматске, лобарне или билобарне, односно ателектаза целокупног једног од плућних крила и може се манифестовати тешком клиничком сликом.
Неспецифични знаци ателектаза су: повишена температура, кашаљ, тахипнеја, хроптање, бол у грудима. Опсежне ателектазе праћене су цијанозом, уз патолошки налаз у парцијалном притиску респирацијских гасова у крви и поремећају ацидобазне равнотеже. Повећане вредности запаљењских маркера указују на инфекцију. Код већих ателектаза перкусијски налази (муклино над тим подручјем плућа), аускултацијски (ослабљено или нечујно дисање, бронхијалне дисање, а могу се чути и крепитације, ако је дошло до инфекције).

## Дијагноза
Рендгенским  снимком грудног коша обично сев може дијагностиковати ателектаза. Симптоми респираторне инфекције, посебно упала плућа на рендгену детета, могу указивати на страно тело, који је најчешћи узрок опструктивне ателектазе код деце.
Да би утврдио основни узрок, потребно је обавити следеће тестове као што су:
- Компјутерска томографија (ЦТ) - даје бољу слику од рендгенских снимака грудног коша и може помоћи да се утврди да ли тумор узрокује колапса плућа.
- Оксиметрија - је  једноставан тест за одређивање концентрације кисеоника у крви, за који се  користи мали уређај који се поставља на једном од прстију.
- Бронхоскопија - омогућава лекару да види и евентуално уклони, бар делимично, препреке на дисајним путевима, попут чепа слузи и тумора или страног тела.[10]

- Радиолошка налаз код ателектазе

- Хистопатолошки налаз код ателектазе

## Диференцијална дијагноза
| Разлика између ателектазе и пнеумоторакса                                      | Разлика између ателектазе и пнеумоторакса                                            |
| Ателектаза                                                                     | Пнеумоторакс                                                                         |
| ------------------------------------------------------------------------------ | ------------------------------------------------------------------------------------ |
| Потпуни или делимични колапс плућа или режња плућа                             | Присуство ваздуха у плеуралној шупљини                                               |
| Ателектаза може бити последица бројних узрока.                                 | Пнеумоторакс може изазвати ателектазу, али ателектаза не може изазвати пнеумоторакс. |
| Плеурална шупљина не садржи ваздух уколико узрок ателектазе није пнеумоторакс. | Плеурална шупљина садржи ваздух.                                                     |
| Унутар алвеола се ствара негативни притисак.                                   | У плеуралној шупљини се ствара позитиван притисак.                                   |

## Терапија
Циљ терапије је лечење основног узрока и поновно проширивање урушеног плућног ткива (нпр ако течност врши притисак на плућа, уклањањем течности може се омогућити нормално ширење плућа.
Терапија  укључују једну или више интервенција:
- Ударање о грудни кош  како би се покренули  слузне чепове у дисајним путевима.
- Примена вежбе дубоког дисања (уз помоћ подстицајних спирометријских уређаја ).
- Уклањање или ублажаваље свака блокаду у дисајним путевима бронхоскопијом .
- Нагнињањем болесника тако да је глава нижа од груди (која се назива постурална дренажа). То омогућава да се слуз лакше исуши.
- Лечите тумор или друго стање.
- Окрените особу да лежи на здравој страни, допуштајући ателектатичном подручју плућа да се поново прошири.
- За отварање дисајних путева користите инхалационе лекове.
- Користите друге уређаје који помажу у повећању позитивног притиска у дисајним путевима и прочишћавању течности.

## Прогноза
Код одраслих особе ателектаза у малом пределу плућа обично није опасна по живот. Остатак плућа може да надокнади оштећени део, уносећи довољно кисеоника да тело норнмално функционише.
Велике површине ателектазе могу бити опасне по живот, често код бебе или малог детета или код некога ко има другу болест или болест плућа.
Ателектатична плућа обично се полако надувавају уколико се уклони блокада дисајних путева. Ожиљци или оштећења настала у процесу ателектазе могу изазвати ово стање.
Изгледи за опоравак зависе од основне болести. На пример, људи са опсежним раком често немају добру прогнозу, док они са једноставном ателектазом након операције имају врло добар исход.

## Могуће компликације
Пнеумонија се може брзо развити након ателектазе у захваћеном делу плућа. 

## Превенција
Да би се спречила ателектаза пацијенти треба да предузму следеће мере:
- Премештање у разне положаје  и дубоким дисање код особа које дуго леже у кревету.
- Држите мале предмете ван дохвата  деце.
- Одржавати дуже време дубоко дисање након анестезије.